# Fanny Davies
Fanny Davies (Guernsey, 27 giugno 1861 – Londra, 1º settembre 1934) è stata una pianista britannica che era particolarmente ammirata in Beethoven, Schumann, Brahms e nelle prime scuole, ma era anche una delle prime interpreti londinesi delle opere di Debussy e Scriabin. In Inghilterra era considerata il "successore" di Arabella Goddard, sebbene il suo stile e la sua tecnica differissero notevolmente da quelli della Goddard.

## Biografia
Fanny Davies nacque a Guernsey. Le sue prime esibizioni pubbliche furono a Birmingham all'età di sei anni. Studiò privatamente a Birmingham, poi al Conservatorio di Lipsia con Carl Reinecke e Oscar Paul e in seguito con Clara Schumann a Francoforte. La sua carriera concertistica iniziò con i concerti popolari di sabato e lunedì nel 1885; con i concerti filarmonici del 1886 a Berlino, 1887; alla Gewandhaus di Lipsia, 1888; a Roma, 1889; al Festival di Beethoven a Bonn, 1893; con la Wiener Philharmoniker, 1895; a Milano, 1895 e 1904; a Parigi, 1902, 1904 e 1905; nei Paesi Bassi, 1920 e 1921; a Praga, 1920 e 1922; e in Spagna 1923. Fu spesso ingaggiata dalla Royal Philharmonic Society, facendo la sua ultima apparizione nel suo programma della Society il 15 novembre 1915 sotto la direzione di Thomas Beecham nel Concerto per pianoforte n. 17 in sol maggiore, K. 453 di Mozart. Era apparsa in un concerto di Mozart al debutto di Beecham a Londra alla Bechstein (Wigmore) Hall il 5 giugno 1905.
Il suo lavoro nei grandi concerti è stato ammirato da molti per la sua proiezione lirica, il calore e la chiarezza delle linee interne e l'autorevolezza come musicista. George Bernard Shaw non era un suo grande ammiratore e nel 1891 la descrisse come una "giovane donna selvaggia". Nel maggio 1892, dopo un'esibizione della Fantasia corale di Beethoven, scrisse: "Per coloro che non riescono a capire come qualcuno possa toccare una nota di quella melodia senza emozione, il suo trattamento volenteroso, affettuoso e impetuoso di essa è stato una meraviglia". Ma un anno dopo, durante la sua esibizione al Crystal Palace del Concerto n. 2 in fa minore di Chopin, si entusiasmò per lei, definendo l'esibizione "l'atto di interpretazione e di esecuzione di maggior successo che io abbia mai sentito raggiungere".
La sua registrazione un tempo popolare della fine degli anni Venti del Concerto in la minore di Schumann rappresenta una tradizione diretta dal compositore. Harold C. Schonberg osservò: "dietro il suo modo di suonare pulito, controllato e di buon gusto si può vedere lo spettro di Clara". Eppure, nonostante si tratti di una vecchia registrazione, l'esecuzione non è priva di fuoco e drammaticità.
Fanny Davies fu anche ammirata nella musica da camera, suonando spesso in trio con Joseph Joachim. Nel 1892 (28 marzo, 2-4 aprile), apparve con Richard Mühlfeld e Robert Hausmann nelle prime esibizioni londinesi del Trio per clarinetto in la minore, op. 114 di Brahms, mentre il Quartetto Joachim con Mühlfeld eseguiva anche il Quintetto per clarinetto e archi in si minore, op. 115. Tenne anche la prima esibizione londinese della Sonata n. 3 per violino in re minore, sempre con Joachim. Nel suo accompagnamento di Joachim nelle Danze ungheresi di Brahms (aprile 1892), Shaw si riferiva ai suoi "curiosi trucchi e maniere che spesso suggeriscono la difesa della porta piuttosto che suonare il piano". Fu accompagnatrice di concerti di lied tenuti nel 1894–1896 dal baritono David Bispham in Schumann e Brahms (incluso l'op. 112 Liebeslieder) e nei lied di Brahms per Gervase Elwes e Marie Brema nel loro tour tedesco nel 1908.
Come Leonard Borwick (un altro allievo di Clara Schumann e accompagnatrice nei lieder di Harry Plunket Greene) lei "ha incarnato in misura notevole le qualità uniche della scuola romantica di cui ... Clara Schumann era certamente l'esponente più spontanea e rifinita. Il successo di questi due artisti nativi era destinato a offrire un grande incoraggiamento agli studenti emergenti sia in Inghilterra che nel continente. Aiutò anche a creare nella massa generale dei dilettanti un gusto per suonare il pianoforte di un tipo a sangue più caldo di quanto non li avesse finora soddisfatti", scrisse Herman Klein nel 1891 c.ca. La Davies pubblicò anche articoli musicologici (ad esempio sulla musica di Schumann, Musical Times nell'agosto 1911 e sulle proprie esecuzioni e tempi nel Trio per pianoforte in do minore, Op. 101 di Brahms, nel Cyclopedic Survey of Chamber Music di Cobbett) e tenne conferenze musicali. Un articolo su di lei apparve sul Musical Times nel giugno 1905.
Fanny Davies è stata la prima persona a tenere un recital per pianoforte nell'Abbazia di Westminster. Ha anche tenuto la prima esibizione pubblica del Concerto Allegro, op. 46 di Edward Elgar, nel 1901. Il pezzo fu scritto solo dopo continue richieste da parte sua per un nuovo pezzo e le fu dedicato. La sua interpretazione, tuttavia, attirò recensioni piuttosto negative e potrebbe anche essere stato ciò che portò Elgar a rivedere il lavoro, una revisione che non riuscì mai a terminare (la partitura fu persa tra il 1906 e il 1968).
Morì a 73 anni a Londra.

## Incisioni
- Schumann: Kinderszenen. Columbia Records C-L2321/2, registrazione 2×12", 4 lati.
- Schumann: Davidsbündlertänze, Op. 6, mancanti i nn. 3, 7, 15 e 16. Columbia Records C-67797/9D (Alb CM-142), registrazione 3×12", 6 lati.
- Schumann: Concerto per pianoforte e orchestra in La minore, Op. 54. con la Royal Philharmonic Orchestra sotto Ernest Ansermet. Columbia Records, C-67580/3 (in Alb CM-114) o C-9616/9, in Darrell ma cancellato nel 1936 c.ca.
- Il 28 marzo 1909 Fanny Davies registrò 14 rulli per pianola a Londra per la Welte-Mignon.[1]